# Royston Greenwood
Royston Greenwood (* 1944 in Bradford) ist Telus Professor of Strategic Management an der University of Alberta in Kanada, wo er auch als Prodekan tätig ist. Neben dieser Professur hat er die Novak Druce for professional Service Firms-Gastprofessur der Said Business School an der University of Oxford inne.

## Werdegang
Nach einem Studium verschiedener Themen und Fächer promovierte Greenwood 1976 an der University of Birmingham, Großbritannien, mit einer Arbeit, in der er Ergebnisse der Aston-Gruppe auf lokale Regierungen anwandte. Das Thema entwickelte sich, nachdem er 1972 mit Bob Hinings zusammengetroffen war, wodurch sein Interesse an Organisationen und den Veränderungsprozessen zu effizienteren Formen erweckt wurde. Bis 1980 arbeitete Greenwood vorwiegend in Großbritannien. 1982 schließlich akzeptierte er eine Gastprofessur an der University of Alberta. Seine akademische Arbeit schlägt sich in über 75 Artikeln und 32 Büchern nieder.

## Forschungsinteressen
In seinen Forschungen interessierte sich Greenwood für die Dynamik von Veränderungsprozessen in Organisationen und das Management von kommerziellen Serviceorganisationen und Neugründungen. Dabei bevorzugt Greenwood die Perspektive der institutionellen Theorie. Sein bevorzugter empirischer Forschungsraum sind Service-Organisationen.

## Ehrungen
2009 wurde Greenwood zum Fellow der Academy of Management berufen. 2013 wurde Greenwood zum Ehrenmitglied der European Group for Organizational Studies ernannt. 2022 wurde er in die Royal Society of Canada gewählt.

## Bibliografie
36 Arbeiten von Greenwood werden in 67 Veröffentlichungen in 2 Sprachen von 1365 Bibliotheken angeboten.